# 박마루
박마루(Park maru, 1963년 12월 9일 ~ )는 대한민국의 정치인이다. 제9대 서울특별시의회의원을 지냈다.

## 학력
- 나사렛대학교 대학원 재활학과

## 경력
- 1991년: 한국지체장애인협회 중앙회 이사
- 2002년: 홍익대학교 겸임교수
- 2009년 1월: 한나라당 입당하여 정치 분야 입문.
- 2014년 7월 ~ 2018년 7월: 제9대 서울특별시의회 비례대표 의원
- 2014년 7월 ~ 2018년 7월: 제9대 서울특별시의회 전반기 보건복지위원회 부위원장
- 2018년 8월: 자유한국당 탈당하여 무소속 전향하였다.
- 나사렛대학교 협동교수
- 복지TV 사장
- 2017년 4월: 대한민국 자원봉사 홍보대사
- 2017년 11월 ~ : CBS 기독교방송 시청자위원
- 2019년 4월 2일 ~ 2019년 4월 15일: 자유한국당 신정치혁신특별위원회 보통위원
- 2019년 4월 15일 ~ 2019년 5월 6일: 자유한국당 공천혁신소위원회 보통위원
- 2019년 6월 5일 : 자유한국당 중앙장애인위원회 상임전국위원장

## 진행
- 2011년: KBS2 《사랑의 가족》

## 음반
- 2009년 힘을내 I Can Do It
- 2010년 I Can Do It
- 2012년 오늘도 파이팅
- 2014년 바람이 분다
- 2017년 다시 꿈을 꾸어요

## 수상
- 2001년 올해의 장애극복 대통령상
- 2004년 서울특별시장 표창
- 2005년 교육인적자원부 표창
- 2015년 제12회 전국 정신건강 체육대회 보건복지부장관 상
- 2017년 한국매니페스토실천본부 2016 지방의원 매니페스토 약속대상 좋은조례분야 최우수상
- 2017년 한국청년유권자연맹 청년이 바라는 지방의원상
- 2017년 한국매니페스토실천본부 지방의원 매니페스토 약속대상 좋은조례분야 우수상

## 역대 선거 결과
|  | 44.05% |

|  | 45.39% |